# نهائي كأس أوكرانيا 1992
نهائي كأس أوكرانيا 1992 هي المباراة النهائية من منافسة كأس أوكرانيا 1992، أقيمت المباراة في 31 مايو 1992، في مجمع أولمبيسكي الوطني الرياضي، بين فريقي تشورنومورتس أوديسا، ونادي ميتاليست خاركيف، وفاز فيها تشورنومورتس أوديسا، بعد أن هزم نادي ميتاليست خاركيف، بنتيجة 1 - 0، وحضر المباراة 12000 شخصاً.

## تفاصيل المباراة
لعبت المباراة النهائية في 31 مايو 1992.
| تشورنومورتس أوديسا | 1 -0 | نادي ميتاليست خاركيف |
| ------------------ | ---- | -------------------- |
|                    |      |                      |